# Мардакян
Мардакян (азерб. Mərdəkan) — посёлок городского типа в Азербайджане, в 34 км от железнодорожной станции Баку, на северном побережье Апшеронского полуострова, входит в Хазарский район города Баку. Приморский климатический курорт.

## Население
По статистическим данным 1893 года, в Мардакяне жило 930 человек.

## Достопримечательности
- Крепость с круглой башней, датируемая 1232 годом
- Крепость с четырёхугольной башней (XII или XIV век)
- Гробница Пир-Гасана, относящаяся к 1612 году
- Баня Ханбабы (XIX век)
- Гробница Гаджи Абутураба (1908)
- Мечеть Туба-Шахи

На территории посёлка расположен Мардаканский дендрарий и дом-музей Сергея Есенина, который проживал здесь во время посещения Азербайджана в 1924—1925 годах.
- Далга Арена - футбольный стадион, на котором проводит свои матчи сборная Азербайджана по футболу.
- Музей гражданской авиации Азербайджана

## Мардакан в искусстве

## Известные уроженцы
- Гаджи Зейналабдин Тагиев  — азербайджанский промышленник.
- Фейзулла Касумзаде — действительный член Академии наук Азербайджана, кандидат технических наук, профессор, заслуженный деятель науки РФ, заслуженный учитель Азербайджана.
- Касумзаде Фуад Фейзулла оглы[азерб.] — азербайджанский философ, академик Национальной академии наук.
- Вагиф Ибрагимоглу — народный артист, главный режиссёр театра «Йуг» заслуженный деятель искусств Азербайджана.
- Алиев Баба Алийолдаш оглы — азербайджанский революционер.
- Гылман Илькин — народный писатель Азербайджана.
- Дадашов Дарья — капитан дального плавания, один из основателей Каспийского морского пароходства.
- Марал Рахманзаде — художник, график. Народный художник Азербайджанской ССР.

## Сергей Есенин о Мардакяне
«Не могу долго жить без Баку и бакинцев» — писал русский поэт Сергей Есенин. В Азербайджанской ССР он был несколько раз, но особенно на жизнь и творчество поэта повлияло райское местечко в 40 километрах от Баку – посёлок Мардакяны. С этим курортом на Апшеронском полуострове связано самое продолжительное и, увы, последнее пребывание Есенина на азербайджанской земле. Во время пребывания в Мардакянах Есенин написал стихотворение «От чего луна так светит тускло…».